# Meridiani Planum

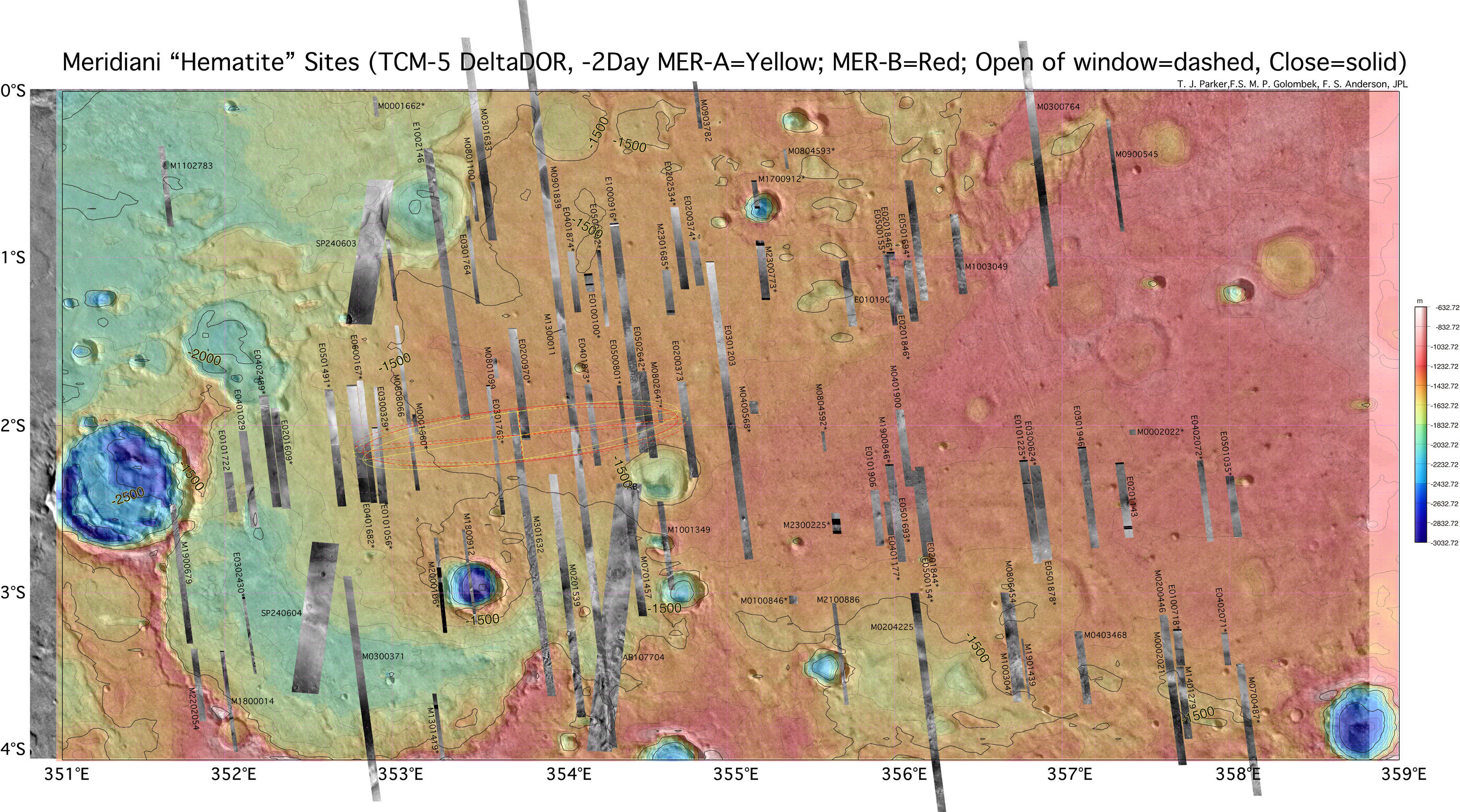
Meridiani Planum

Meridiani Planum é uma pequena região plana de Marte, situada próxima ao seu equador. O nome provém do fato de ele estar perto do meridiano de grau 0 º, meridiano este que foi adotado arbitrariamente, para se criar uma linha de referência no planeta. O nome Planum vem de plano, logo o termo Meridiani Planum, significando uma área plana próxima ao meridiano primo de Marte.
Foi esta região a escolhida como o local de pouso do segundo veículo de exploração geológica de Marte denominado Opportunity, que pousou, em 24 de janeiro de 2004. Esta região ao contrário do local de pouso do Spirit, é uma área bastante plana coberta por uma extensa camada de solo arenoso, com muitos poucos afloramentos rochosos aparentes. 
Meridiani Planum é uma conhecida região de Marte que se sabe conter concentrações de hematita. Na Terra depósitos de hematita indicam que para a sua criação deve ter existido água por um longo período. Os cientistas têm interesse nesta região pois ela pode apresentar indícios da presença de água no passado remoto de Marte.
Apesar do veículo Opportunity ter encontrado rochas que possivelmente tenham sofrido a ação da água, tanto na Cratera Eagle, como na Cratera Endurance, o excesso de solo plano e arenoso dificulta o achado de afloramentos rochosos para pesquisa geológica.
O veículo explorador Opportunity inicialmente moveu-se para o leste a fim de pesquisar o interior da Cratera Endurance e depois se moveu em direção ao sul, em direção a cratera Erebus, a fim de procurar novos afloramentos rochosos.
O veículo é dirigido a encontrar rochas pois é nelas que a água pode ter deixado suas marcas, seja por erosão, seja por alteração química ou que sirva de meio para que uma rocha sofra transformações.

## Crateras em Meridiani Planum

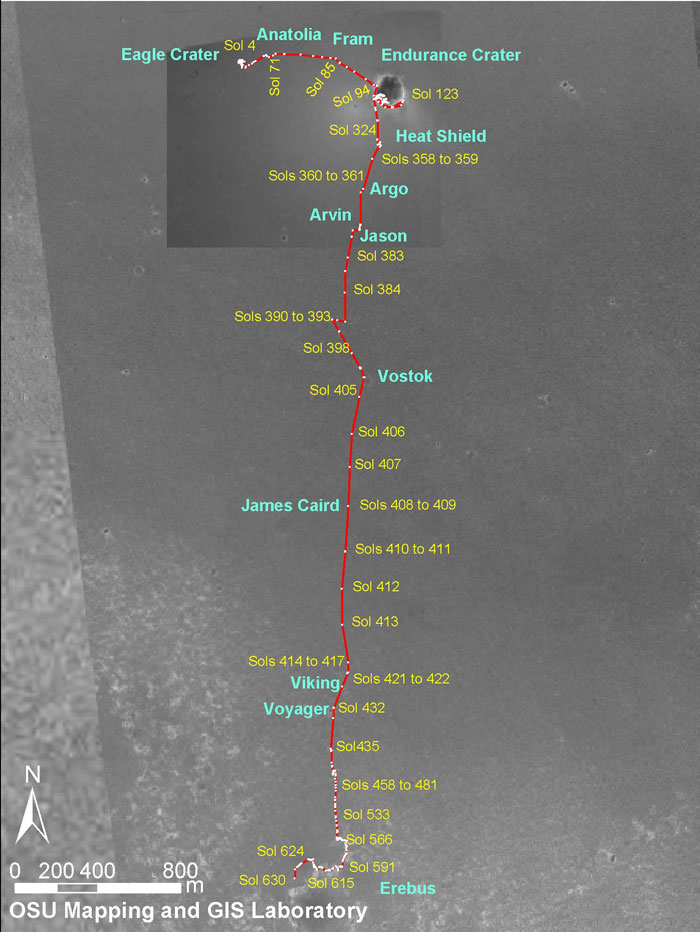
Caminho percorrido pelo Opportunity.

- Cratera Airy – 43 km em diâmetro e 375 km a sudoeste do Opportunity
  - Airy-0 – Se situa dentro da cratera Airy, e define o meridiano primo de Marte
- Cratera Argo – Visitada pelo Opportunity
- Cratera Beagle – Visitada pelo Opportunity
- Cratera Beer
- Cratera Eagle – Local de aterrissagem da Opportunity - diâmetro de 30 metros
- Cratera Emma Dean – Visitada pelo Opportunity
- Cratera Endurance – Visitada pelo Opportunity
- Cratera Erebus – Visitada pelo Opportunity
- Cratera Mädler
- Cratera Victoria – Visitada pelo Opportunity - diâmetro de 750 metros
- Cratera Vostok – Visitada pelo Opportunity